# A győzelem nagy koronája

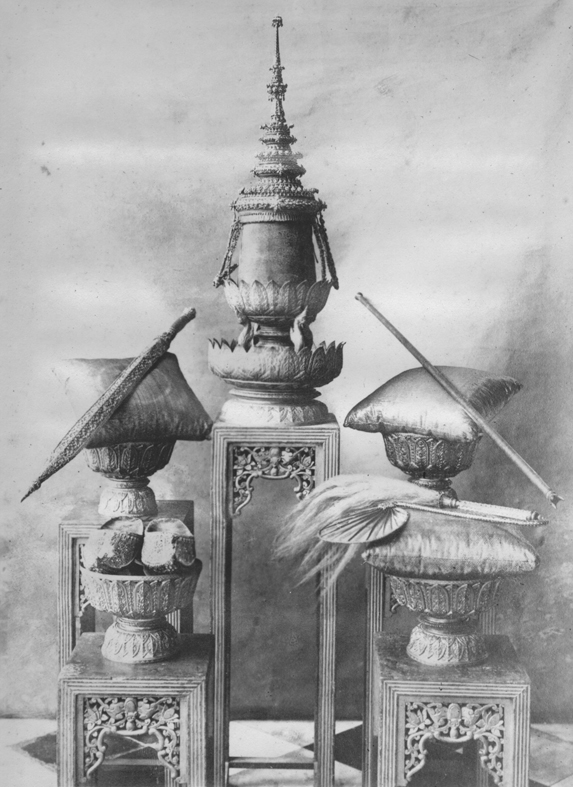
Az öt thai koronaékszer. A Győzelem Nagy Koronája a fénykép tetején látható.

A győzelem nagy koronája (thai nyelven: พระมหาพิชัยมงกุฎ; átírva: Phra Maha Phichai Mongkut) Thaiföld egyik koronaékszere. Az 1782-ben, I. Ráma király uralkodása idején aranyból készült, vörös és zöld zománcozott korona 66 centiméter magas és 7,3 kg súlyú. IV. Ráma király uralkodása idején a koronát gyémántokkal egészítették ki. A korona tetejét egy Indiából származó nagyméretű, csiszolt gyémánt is díszítette, amelyet Nagy Gyémántnak (พระมหาวิเชียรมณี Phra Maha Maha Wichian Mani) neveztek el. A korona jellegzetes thai stílusú, többszintes, kúp alakú diadém, amely egy kúpos toronyban végződik.
A koronát csak az új uralkodó megkoronázásakor viselik. Az uralkodó maga helyezi a koronát a saját fejére. A korona alakja az isteni monarchia fogalmát jelképezi. A magas torony az isteni hatalmat és az alattvalók feletti uralkodás jogát jelenti.
A győzelem nagy koronája a legfontosabb a thai királyság öt koronaékszere közül, egykor azonban a koronának ugyanolyan jelentőséget tulajdonítottak, mint a többi koronázási jevénynek.

## Mint jelkép
A győzelem nagy koronáját számos állami szervezet és oktatási intézmény jelképének részeként használják. A Thai Királyi Hadsereg és a Thai Királyi Rendőrség tábori rangjelzései (őrnagy és magasabb rendfokozatú tisztek) mind a nagy koronát ábrázolják.

## Képek

A győzelem nagy koronája (címereken ábrázolt változat)
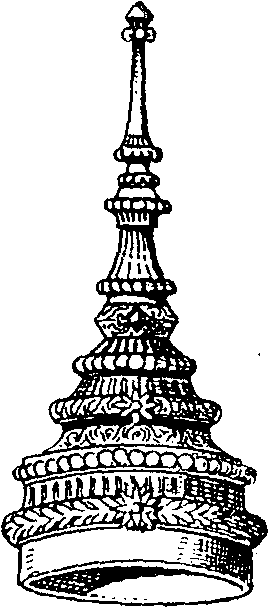
A győzelem nagy koronája (heraldikai változat), Hugo Gerard Ströhl rajza
Mongkut király (IV. Ráma) titkos pecsétje, amely a Győzelem Nagy Koronáját ábrázolja.
Thaiföld védelmi miniszterének zászlaja 1936-óta.
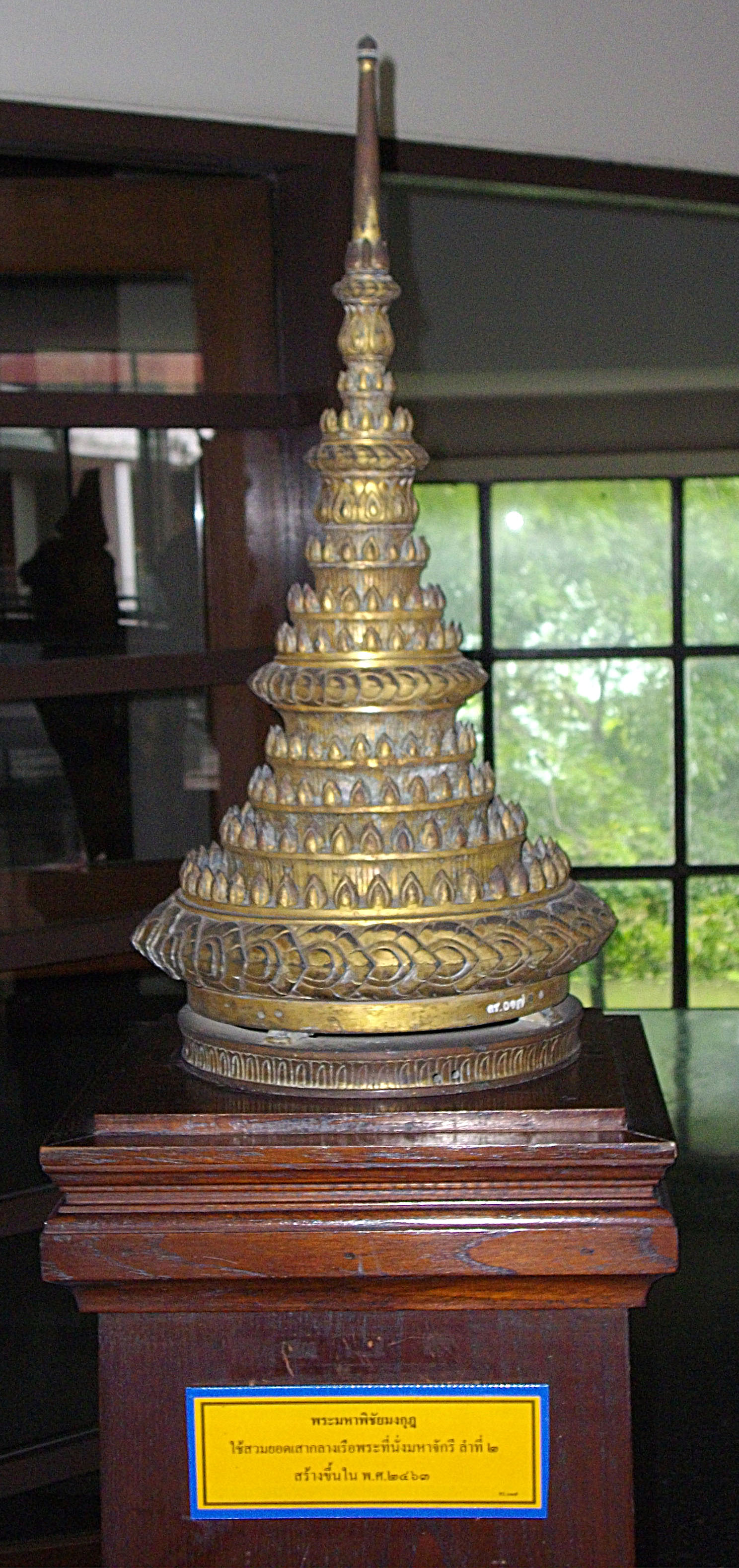
A győzelem nagy koronájának másolata a II Mahachakri királyi jacht árbocára, Thai Királyi Haditengerészeti Múzeum, Samut Prakan.
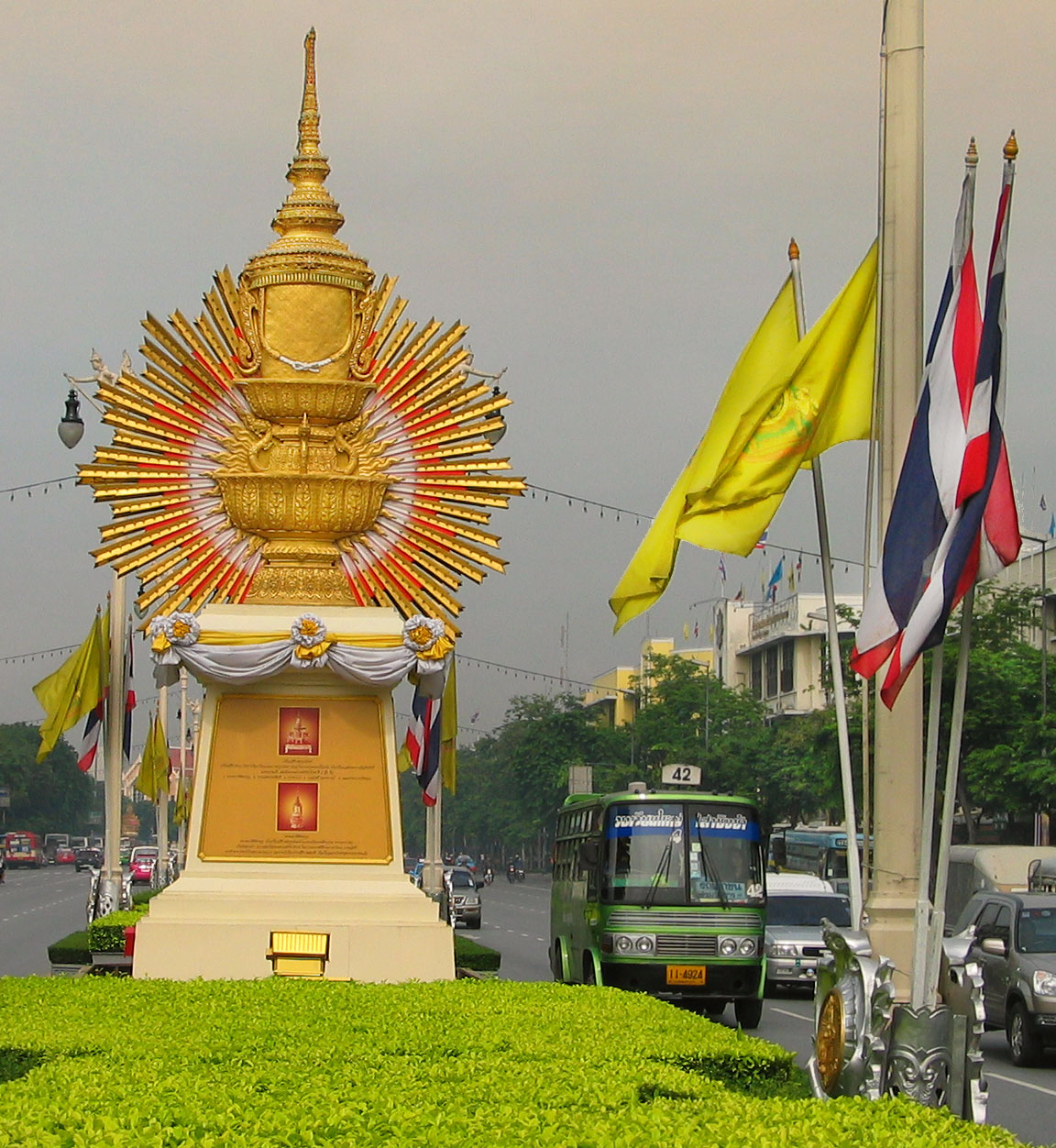
A Győzelem Nagy Koronája kiállítási tárgy, amely a thai uralkodói jelvényeket mutatja be Bhumibol Adulyadej király trónra lépésének 60. évfordulója alkalmából 2006-ban.

## Fordítás
Ez a szócikk részben vagy egészben  a   Great Crown of Victory című angol Wikipédia-szócikk ezen változatának fordításán alapul.  Az eredeti cikk szerkesztőit annak laptörténete sorolja fel. Ez a jelzés csupán a megfogalmazás eredetét és a szerzői jogokat jelzi, nem szolgál a cikkben szereplő információk forrásmegjelöléseként.